# Florina (Regionalbezirk)
Der Regionalbezirk Florina (griechisch Περιφερειακή Ενότητα Φλώρινας Periferiakí Enótita Flórinas) ist der nördlichste der vier Regionalbezirke der griechischen Region Westmakedonien mit dem namensgebenden Hauptort Florina. Florina wurde 1915 nach dem Zweiten Balkankrieg als Präfektur gegründet und verlor die Selbstverwaltung durch die Verwaltungsreform 2010. Seither entsendet das Gebiet sechs Abgeordnete in den westmakedonischen Regionalrat, hat darüber hinaus aber keine politische Bedeutung. Florina umfasst die Gemeinden Amyndeo, Florina und Prespes.

## Geografie
Das Gebiet bildet die nordwestlichste Region Griechenlands. Es weist an seinem nordwestlichsten Punkt das Dreiländereck Albanien, Griechenland und Nordmazedonien auf, welches sich auf der Landbrücke zwischen dem großen und kleinen Prespasee befindet. Der Nordwesten des Gebiets wird durch die Landschaft der Prespaseen geprägt. Der südliche kleine Prespasee gehört größtenteils zu Griechenland und zu einem kleineren Teil zu Albanien, der nördlich davon gelegene große Prespasee gehört zu einem kleinen Teil zu Griechenland und Albanien und zu einem größeren Teil zu Nordmazedonien. Beide Seen werden nur durch eine schmale Landbrücke getrennt. Die Prespaseen, insbesondere der kleine, sind für Vielfalt ihrer Flora und Fauna bekannt. Die gesamte Region steht daher unter Naturschutz, der griechische Teil des Gebiets ist ein Nationalpark (Ethnikos Drimos Prespon).
Die Seen sind vom Rest des Gebiets durch Gebirgsmassive abgetrennt. Im Osten der Prespaseen trennt sie das Massiv des Varnous von der Ebene von Florina im zentralen und nördlichen Teil des Gebiets ab. Südlich des Varnous und südöstlich der Prespaseen erhebt sich der zweitgrößte Berg Florinas, der Verno mit 2128 m Höhe. Zwischen den Gebirgsketten führt die Passstraße über Pisoderi von Florina zu den Prespaseen oder nach Kastoria bzw. Krystallopigi und weiter nach Albanien. Das Verno-Massiv grenzt das Gebiet in seinem zentralen Teil nach Südwesten hin in Richtung Kastoria ab. Letztere reicht westlich des Verno in das Gebiet der Präfektur Florina hinein. Südlich der Prespaseen trennt der Triklario die Ebene um die Prespaseen vom Tal von Krystallopigi ab. Das Tal eines Aliakmonas-Nebenflusses führt von der Passhöhe bei Pisoderi nach Kotas (dort zweigt das Krystallopigi-Tal ab) und anschließend weiter nach Kastoria.
Der zentrale Teil ist insbesondere im nördlichen Teil in Richtung Mazedonien eine Ebene. Die Stadt Florina liegt am westlichen Rand des Gebiets, unmittelbar vor den östlichen Ausläufern des Varnous-Massivs. Vom Varnous-Massiv herunter fließt der Fluss Sakoulevas durch die Stadt Florina. Die Ebene erstreckt sich nach Norden bis an die Grenze zu Mazedonien, nach Osten bis zur Ortschaft Meliti und die Westausläufer des Voras (Kaimaktsalan), des höchsten Bergs der Präfektur mit 2520 m (zugleich einer der fünf höchsten Berge Griechenlands mit bekanntem Skigebiet). Die südöstliche Begrenzung der Ebene von Florina liegt bei der Ortschaft Vevi. Eine Reihe von kleineren Bergen und Hügeln zwischen den Ausläufern des Voras und des Verno lassen den Pass von Klidi frei, welcher eine Verbindung der Ebene von Florina mit der Ebene von Eordaia herstellt.
Im Süden findet sich der nördliche Teil der Ebene von Eordaia. Die zweitgrößte Ortschaft, Amyndeo, befindet sich in diesem Gebiet. Im Südosten des Regionalbezirks am Nordrand der Ebene von Eordaia liegt der Petres-See, nur geringfügig weiter östlich der Vegoritida-See, einer der größten Seen Griechenlands. An der westlichen Begrenzung des nördlichen Teils der Ebene von Eordaia finden sich zwei weitere (kleinere) Seen, der Zazari-See und der Cheimaditis-See. Südlich dieses Gebietes setzt sich die Ebene von Eordaia in das Gebiet der ehemaligen Präfektur Kozani fort. Im Südwesten des Gebiets am Westrand der Ebene von Eordaia erlaubt der Klisoura-Pass eine Passage zwischen der Süd- und Südostflanke des Verno und der Nord- bzw. Nordostflanke des Askio von Amyndeo nach Kastoria.